# Monasterio de San Pedro de Cardeña
Het Monasterio de San Pedro de Cardeña is een Spaanse trappistenabdij, gelegen in Castrillo del Val, 10 kilometer ten zuidoosten van Burgos. De gebouwen werden geklasseerd als Bien de Interés Cultural (cultureel erfgoed van Spanje).

## Geschiedenis

### Ontstaan
Het klooster werd vermoedelijk opgericht door de monniken uit Monte Cassino, die door Benedictus van Nursia (480-547) werden uitgestuurd. Sommige bronnen vermelden het jaar 534 als stichtingsjaar en sommige historici vermoeden dat de abdij de allereerste abdij van de benedictijnen in Spanje was. Andere historici denken dat de abdij waarschijnlijk al in de achtste eeuw bestond maar er zijn echter geen betrouwbare schriftelijke bronnen waardoor de hedendaagse geschiedschrijvers de juiste data van het ontstaan van de abdij niet kunnen bevestigen.
In oude brevieren over de tweede herbevolking van Cardeña werd vernoemd dat in 899 het benedictijnenklooster bevolkt werd toen koning Alfonso de León heerste over het koninkrijk León. Een eerste gedocumenteerde donatie aan het klooster gebeurde door Don Gonzalo Téllez en zijn vrouw Flámula op 24 september 902.

### Mártires de Cardeña
Op 6 augustus worden de tweehonderd monniken herdacht die gedood werden en waarbij het klooster in brand werd gestoken bij een inval van de Moren. In 1603 werd voor deze heilige martelaren een altaar opgericht. De eerste vermelding van het martelaarschap komt van twee bewijsstukken uit de dertiende eeuw. Het eerste is een epigrafische inscriptie in gotische letters op de grafsteen in het klooster waar het volgende vermeld staat:
ERA DCCC LXX II IIII F VIII ID AG ADLISA EST KARADIGNA ET INTERFECTI SVNT IBI P RE GE ZEPHAM CC MONACHI DE GREGE DNI IN DIE SS MRM IVSTI ET PASTORIS
(In het jaar 872 van de "Hispania era", op de vierde dag, 8 dagen voor de iden van augustus, werd Cardeña vernietigd en tweehonderd monniken, dienaren van de Heer, vermoord door koning Zepha, op de dag van de heilige martelaren Justo en Pastor)
De grafsteen in kwestie bevat verschillende chronologische fouten: in 872 van de Hispaniaans tijdperk, wat overeenkomt met 834 van de christelijke jaartelling, zijn er geen aanwijzingen dat het klooster al was opgericht en is ook gebleken dat er in dat jaar geen Arabische militaire expeditie in Castilla ten noorden van Toledo was. Daarnaast vermeldt de inscriptie een zekere koning Zepha waarvan geen andere meldingen gevonden zijn. Deze gegevens komen ook voor in de kronieken van Cardeña, maar het is meer dan waarschijnlijk dat de schrijver deze informatie heeft overgenomen van de inscriptie in het klooster.
De tweede vermelding van de dood van de monniken is te lezen in het Estoria de España opgetekend door Alfons X van Castilië, die de gebeurtenissen honderd jaar later dateert en geen vermelding maakt van het aantal, waardoor verondersteld wordt dat hij niet op de hoogte was van de bovenvermelde grafsteen.
Al tiempo deste conde García Fernández, seyendo él fuera de la tierra en demanda de aquella su muger, ayuntosse grant poder de moros, et entraron por Castiella, et corrieron Burgos et toda la tierra, et robaron et astragaron quanto fallaron. Et de aquella vegada fue astragado el monesterio de Sant Pedro de Cardeña et mataron y trezientos monges en un día; et yazen todos soterrados en la claustra, et faz Dios por ellos muchos miraglos.
(Vrij vertaald: Ten tijde van García Fernández, graaf van Castilla (970-995) vielen de Moren Castilië binnen, vielen Burgos aan en brandden het klooster van San Pedro af waarbij alle monniken werden gedood.)— Crónica general de España.
Omdat er zo weinig en onjuiste informatie voorhanden is, hebben de moderne historici verschillende mogelijke theorieën. Er wordt gesuggereerd dat de grafsteen letterlijk kan genomen worden en niet de Hispania-jaartelling maar de christelijke jaartelling hanteert of dat er een C te weinig werd geregistreerd waardoor verschillende jaartallen mogelijk zijn, namelijk 834, 872, 934 of 953. Sommige gissen dat er twee soortgelijke bloedbaden op verschillende data plaatsvonden of vermoeden dat de hele episode enkel "een vrome legende zonder historische waarde" is.

### El Cid
In 1099 werd de Spaanse held El Cid begraven in het klooster en later ook zijn vrouw Jimena Díaz. Volgens het verhaal bracht El Cid zijn vrouw en twee dochters onder in het klooster, onder de hoede van de abt, alvorens hij Castilië verliet omwille van zijn tweede verbanning door koning Alfonso VI.
In 1835 werden El Cid en Jimena overgebracht naar de kathedraal van Burgos.

### 1835 - 1942
In 1836 volgde een secularisatie van de kloostergebouwen door Juan Álvarez Mendizábal. Vanaf 1836 tot mei 1942 waren er geen monniken of kloosterleven meer en gedurende 106 jaar werden de gebouwen voor verscheidene doeleinden gebruikt. 
In 1880 verbleven er gedurende enkele maanden een aantal zwervende Frans-Spaanse trappistenmonniken afkomstig uit de Franse abdij van Diviélle. In 1888 vestigden er zich een kleine gemeenschap religieuzen van de "Orden de los Clérigos Regulares Pobres de la Madre de Dios de las Escuelas Pías" (Escolapios). Ze bleven er tot 1909. Van 1905 tot 1921 woonden er een groep kapucijnenbroeders die verdreven waren uit Toulouse. 
Van 1936 tot 1939 tijdens de Spaanse Burgeroorlog werden de gebouwen gebruikt als concentratiekamp.

### 1942 - heden
Vanaf 1 mei 1942 namen de Cisterciënzersmonniken afkomstig uit het Monasterio de San Isidro de Dueñas hun intrek in het verlaten klooster, werden de gebouwen gerestaureerd en het kloosterleven hervat. In 1945 werd het klooster een priorij en vanaf 1948 is het een abdij.

## Architectuur

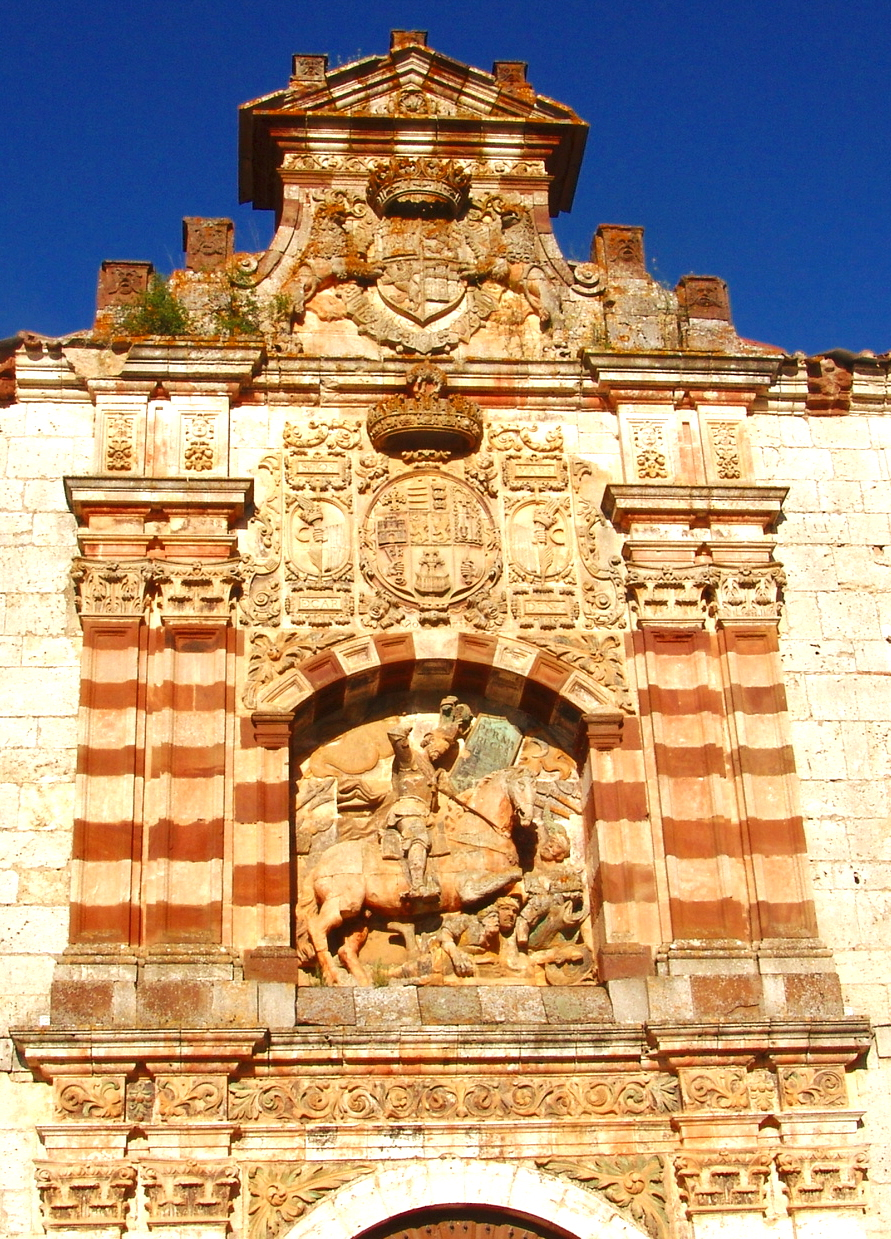
Ingangsportaal

Het huidige klooster is een conglomeraat van gebouwen uit verschillende eeuwen. Het ingangsportaal stamt uit de 16e eeuw en boven de poort staat een ruiterstandbeeld van Santiago Matamoros en twee wapenschilden met stenen kronen. 

### Kerk

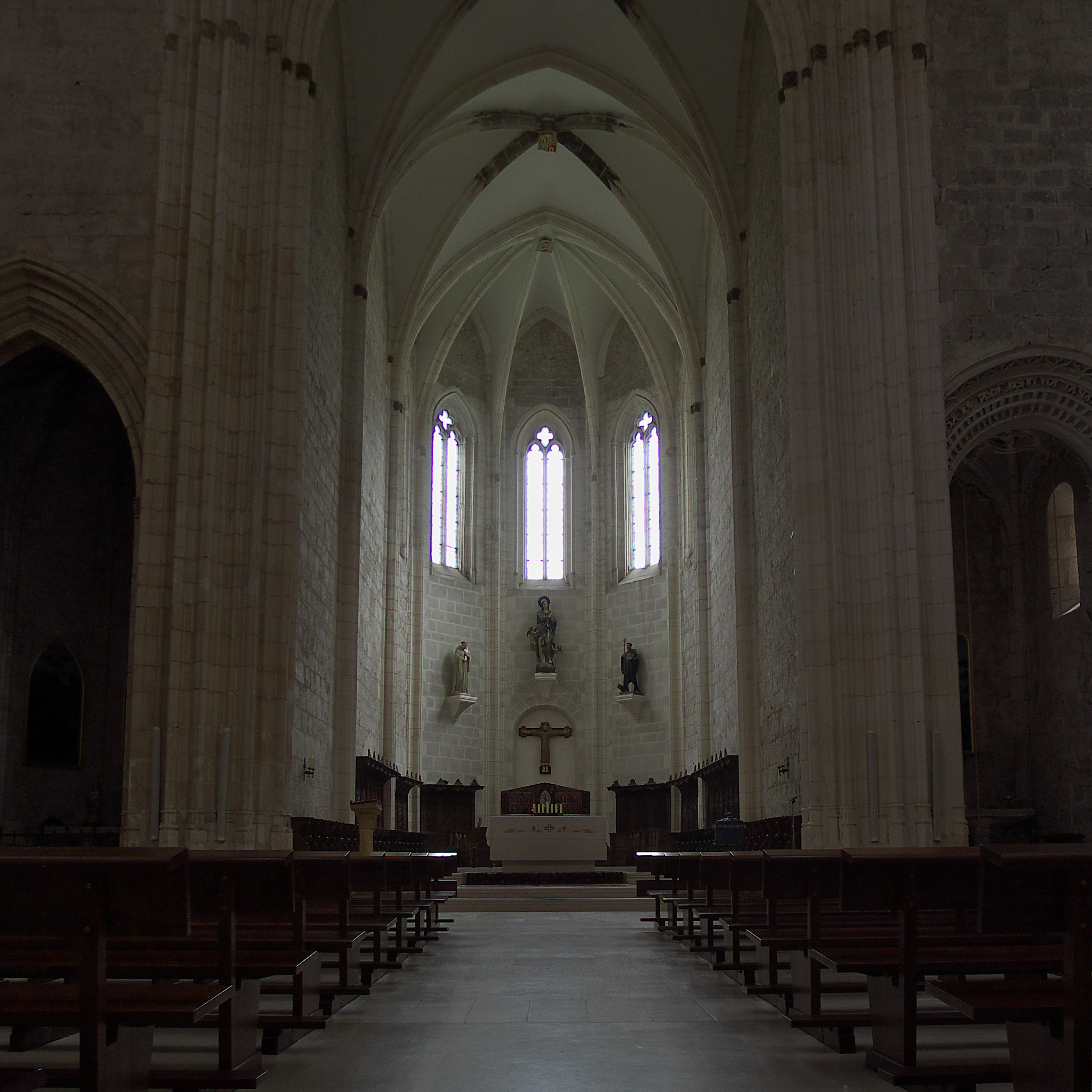
Binnenaanzicht van de kerk

De voormalige Romaanse kerk werd in de 16e eeuw vervangen door de huidige driebeukige hallenkerk met een klokkentoren. Het interieur van de kerk is in de traditie van de cisterciënzer gotiek gebouwd en de gevel van de kerk werd in barokstijl opgetrokken. In de kerk bevinden zich banken in het kerkkoor in Mudejarstijl, een stijl die uitsluitend voorkomt in Spanje en kan omschreven worden als een kunststijl waarin moslim- en christelijke kunstvormen zijn verweven. In het noorden bevindt zich de kapittelzaal uit het einde van de 12e eeuw die omgebouwd werd tot museum. Het oudste deel van het huidige klooster is de toren van de oude Romaanse kerk die dateert uit 1170.

### Koninklijk pantheon

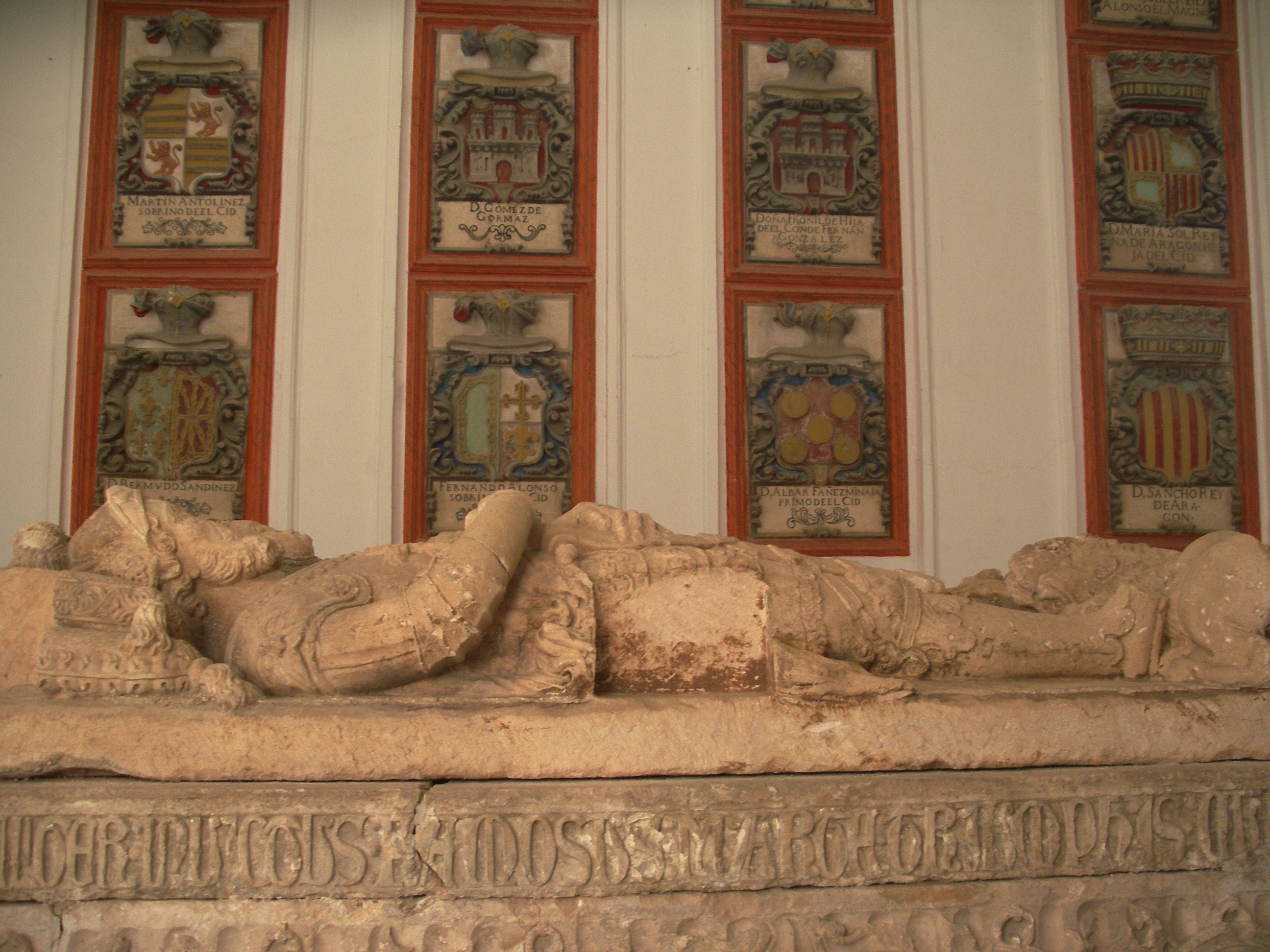
grafmonument El Cid en de muur met nissen

Aan de rechterkant van de gotische kerk werd in 1753 een kapel (capilla de El Cid) opgetrokken in barokstijl. Daar bevinden zich de grafmonumenten van El Cid en zijn echtgenote Jimena Díaz. De stoffelijke resten van het echtpaar werden er overgebracht en bleven daar begraven tot 1835. In de muren van de kamer, de zogenaamde Capilla de los Héroes (kapel van de helden) zijn 29 nissen met inscripties van de namen van koningen en familieleden van El Cid. Deze kamer, in de volksmond El Escorial burgalés genoemd, werd herbouwd door de graaf van Castilië García Fernández, el de las Manos Blancas, die er ook begraven is. Onder de herdachten bevinden zich onder andere de kinderen van Jimena Díaz en El Cid, María Rodríguez, Cristina en Diego, die op jonge leeftijd overleed in Consuegra (Toledo) en Ramiro Sánchez, heer van Monzón (echtgenoot van Cristina Rodriguez, de dochter van El Cid).

### Claustro de los Mártires

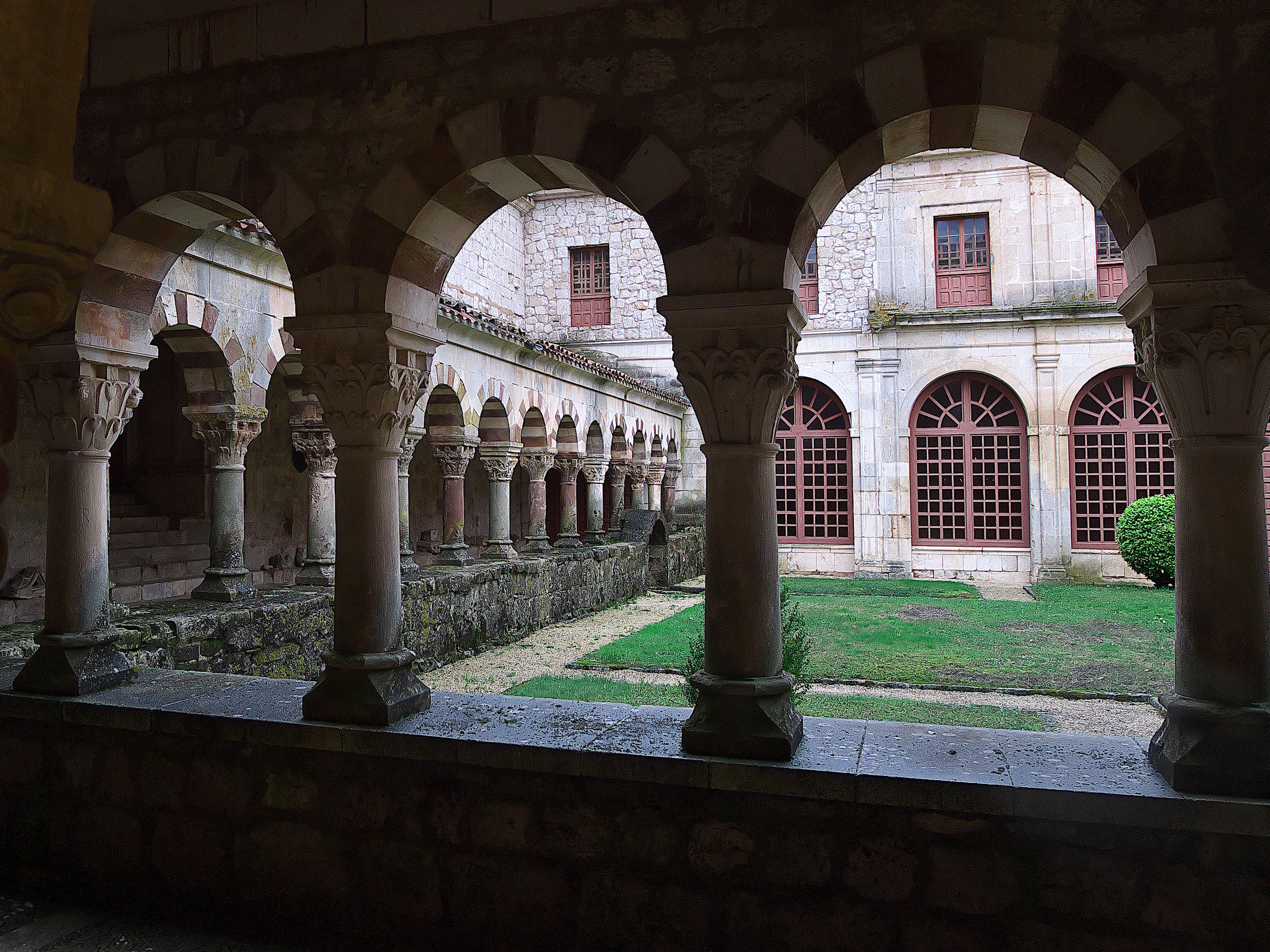
Romaanse arcade uit de 12e eeuw

Het "klooster van de martelaren" heeft een Romaanse arcade stammend uit de 12e eeuw en samengesteld uit halfronde bogen die rusten op robuuste kolommen. De bogen die afwisselend wit- en roodgekleurd zijn, hebben grote gelijkenissen met het interieur van de moskee van Córdoba.
De grote ramen van de kapittelzaal dateren uit de dertiende eeuw. Aan de linkermuur bevindt zich een gedenksteen met gotische letters waarvan de inscriptie de tragische gebeurtenis beschrijft van de dood van tweehonderd monniken in de negende eeuw.

### Scriptorium

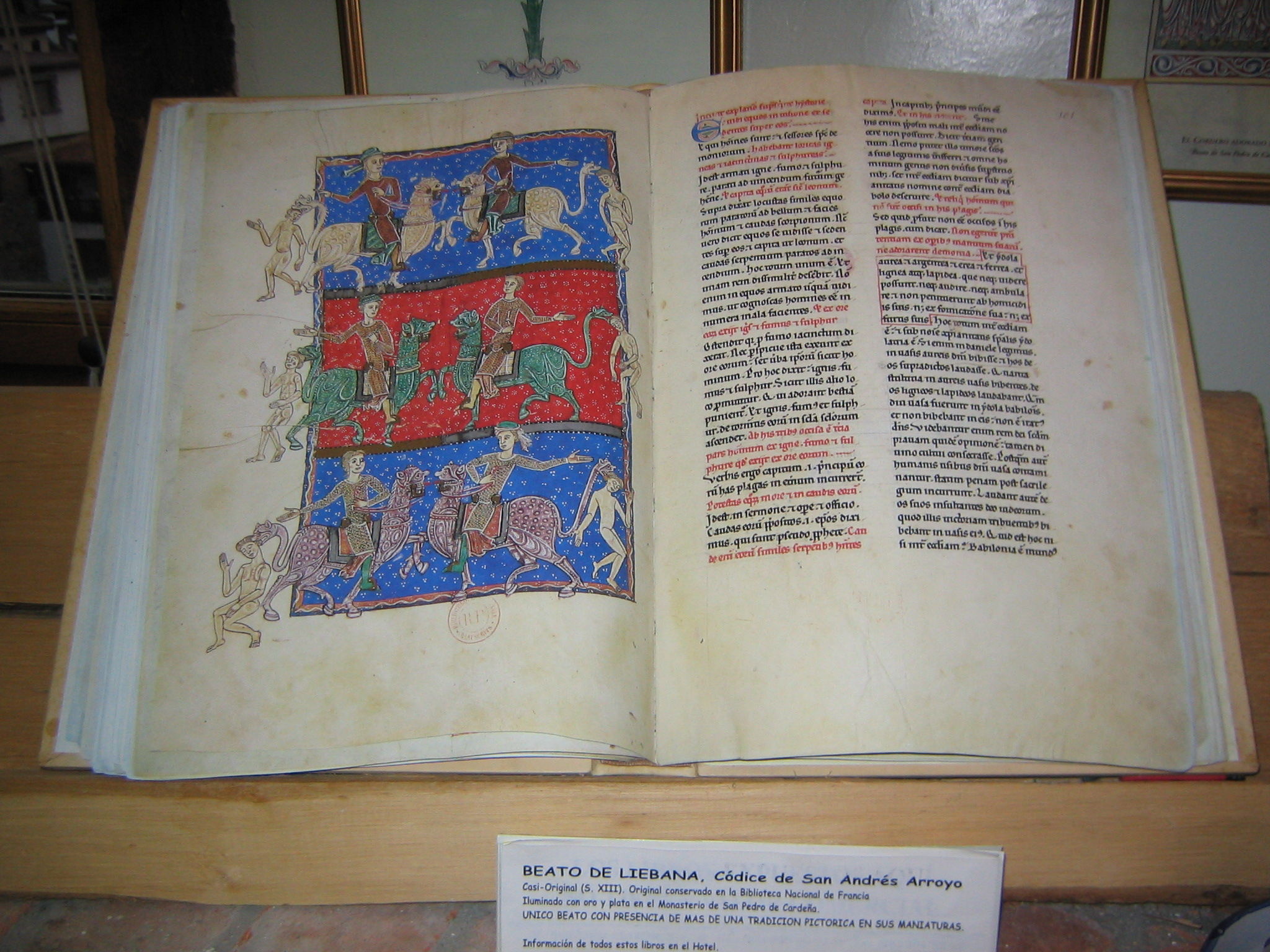
Beato de Liébana. Codex van San Andrés Arroyo (zeventiende-eeuwse kopie). Geïllustreerd met zilver en goud, in het monasterio de San Pedro de Cardeña.

De welvaart van het klooster in de vroege Middeleeuwen werd weerspiegeld in de kwaliteit van haar scriptorium, waar de monnik Endura buitengewone werken maakte. Het scriptorium van San Pedro de Cardeña was in zijn tijd een van de belangrijkste in Europa.
Het Beato San Pedro de Cardeña werd geschreven tussen 1175 en 1180, telt 290 pagina's en 51 miniaturen. Er bevinden zich 127 pagina's in het Nationaal Archeologisch Museum in Madrid, twee in de bibliotheek Francisco de Zabalburu, eveneens in Madrid (waar zich ook het Cartulario de San Pedro de Cardeña bevindt), een in het Bisschoppelijk Museum van Gerona en nog eens vijftien in het Metropolitan Museum of Art in New York.
De kloosterbibliotheek werd in 1942 opnieuw opgebouwd en is sinds de jaren 1970 gelegen in de oostelijke vleugel van het klooster. De bibliotheek bestaat uit twee verdiepingen waarin 43.000 volumes bewaard worden. Onderwerpen die aan bod komen zijn vooral theologie en spiritualiteit maar er zijn ook boeken over filosofie, geschiedenis, psychologie, kunst, biografieën, geneeskunde en literatuur. Van de bibliotheek voor 1942 zijn slechts een paar honderd exemplaren gered, die bewaard werden in een huis aan de overkant van de weg. Deze boeken dateren voornamelijk uit de zeventiende en achttiende eeuw, hoewel de oudste, de geschiedenis van de Kerk, is gedateerd in het jaar 1562. Ze zijn geschreven in het Latijn, Spaans en er zijn zelfs enkele werken in de Baskische taal. Ze werden in de jaren 1990 gecatalogiseerd door de Junta de Castilla y Leon.

## Producten
De monniken behoren sinds december 2014 tot de Internationale Vereniging Trappist die anno 2016 twintig leden telt. Als bron van inkomsten worden verscheidene producten verkocht die door of in opdracht van de monniken vervaardigd worden.
Wijnen en likeuren
Vanwege het extreme klimaat is een goede rijping van wijnstokken in de omgeving van het klooster niet mogelijk. In de middeleeuwen hadden de monniken wijngaarden aan de oevers van de Douro en de Ebro. Uit documenten blijkt dat deze wijngaarden in de 10e eeuw aan het klooster gedoneerd waren. De wijn werd bewaard in de kelders van het klooster. De bewaring van de wijnen gebeurt nog steeds in het oudste gedeelte van de Romaanse kelder van het klooster, daterend uit de 11e eeuw, sinds zijn herlancering in de jaren 1970. De wijn die onder de merknaam Valdevegón op de markt gebracht wordt. bevat 75%-85% tempranillo, 10-20% garnacha en 5% mazuelo of graciano.
De gemeenschap produceert ook twee soorten kruidenlikeur die onder de naam Tizona del Cid verkocht worden. 
Keramiek
De abdij heeft een atelier voor keramiek. 
Kaas
De monniken begonnen een project voor de rijping van pecorinokaas, die ook de naam Valdevegón kreeg.
Bier
Vanaf maart 2016 werd een eerste Spaans trappistenbier Cardeña Tripel op de markt gebracht. Het bier wordt voorlopig in opdracht gebrouwen in de Fabrica de Cervezas MarPal in Madrid en heeft dus niet het logo "Authentic Trappist Product". In 2016 werd gestart met de bouw van een kleine brouwerij binnen de kloostermuren.